# Gấu Uszatek
Gấu Uszatek là một loạt phim truyền hình hoạt hình Ba Lan, được phát sóng trong những năm 1975–1987. Loạt phim còn được biết đến với tên Cuộc phiêu lưu của gấu Uszatek.

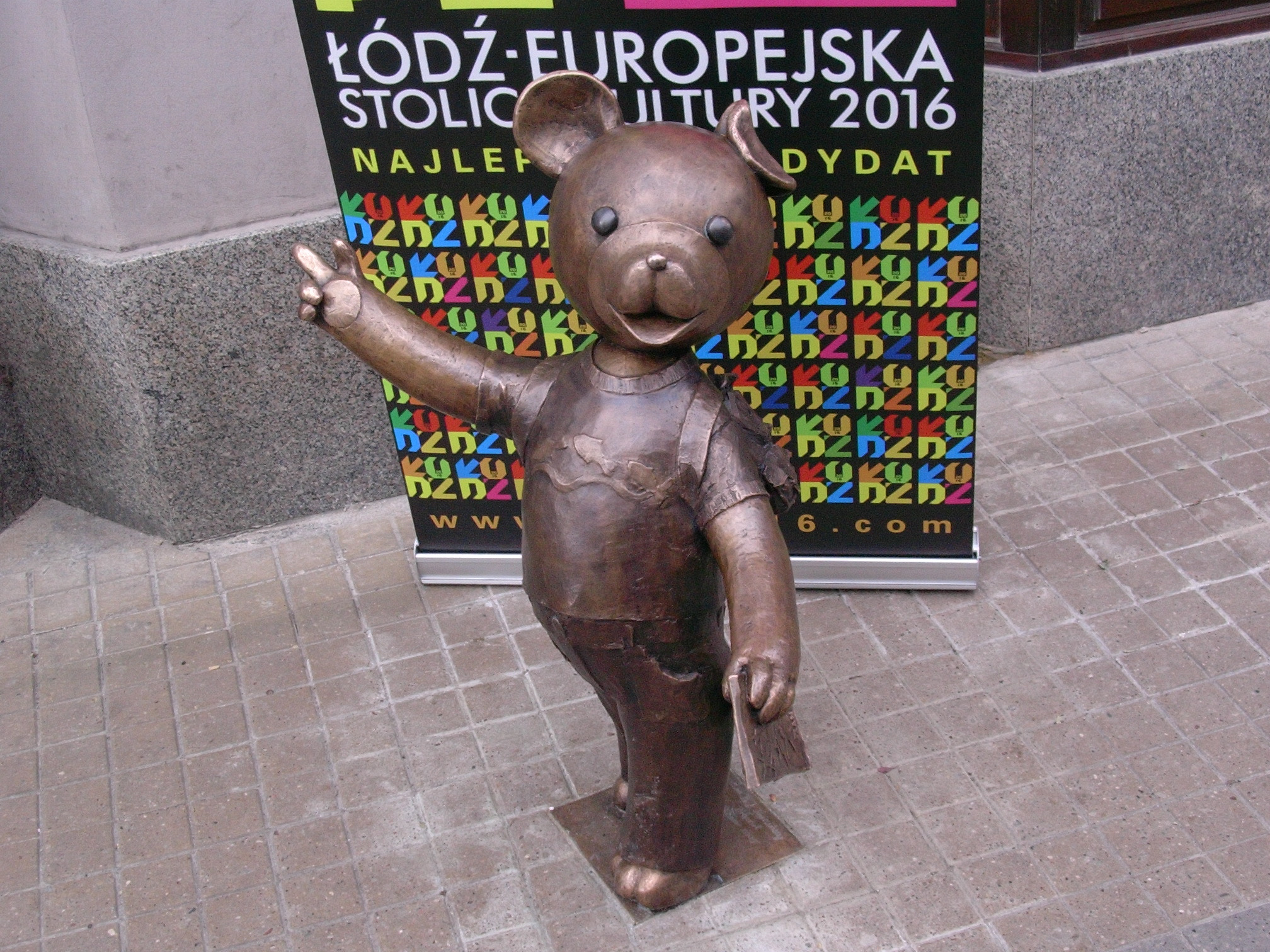
Tượng Gấu Uszatek ở Łódź